# William Ogilvie
William Ogilvie (nacido el 7 de abril de 1846 en Ottawa y muerto el 13 de noviembre de 1912 en Winnipeg) fue un topógrafo canadiense, explorador y Comisionado de Yukón. Fue además miembro de la Royal Geographical Society.
Ogilvie nació en una granja de Gloucester en la Provincia Unida de Canadá. Hijo de inmigrantes; su padre de Irlanda del Norte, y su madre de Escocia. Aprendió topografía con Robert Sparks y fue calificado para ejercer como inspector provincial en 1869. En 1872 se casó con María Sparks hermana de Robert, una maesta de escuela. Trabajó localmente como topográfo y fue contratado por primera vez por el gobierno  en 1875.
Fue responsable de numerosas expidiciones desde 1870 hasta 1890, principalmente en las Praderas canadienses. Desde 1887 hasta 1889, Ogilvie trabajó con el equipo de George Mercer Dawson y exploró lo que actualmente se conoce como Yukón. Descubrió el Paso de Chilkoot y los ríos Yukón y Porcupine. Ogilvie fue además quien estableció la ubicación de Yukón y Alaska entre el Meridiano 141 oeste.
Durante la Fiebre del oro de Klondike él exploró los alrededores de Dawson City y  medió en muchos conflictos entre los mineros. Ogilvie se convirtió en el segundo Comisario de Yukón en 1898 en el apogeo de la fiebre del oro, y renunció a causa de su mala salud en 1901.
Escribió además Early Days on the Yukon (1913), que todavía está disponible en fascímiles. Los montes Ogilvie,  el río Ogilvie y el Aeródromo Ogilvie fueron nombrados en su honor.